# Fodbold under sommer-OL 2008 (kvinder)
Fodbold under Sommer-OL 2008 - kvindernes turnering blev afholdt i Beijing og en række andre byer i Kina fra den 6. til 23. august. Det var 23. gang, at fodbold var på det olympiske program.

## Dommere
| Dommer                | Linjedommer                                                                               |
| AFC                   | AFC                                                                                       |
| --------------------- | ----------------------------------------------------------------------------------------- |
| Hong Eun Ah           | Daw Kaw Ja Liu Hsiu-mei Sarah Ho Jacqueline Leleu Liu Hongjuan Shamsuri Widiya Habibah    |
| Pannipar Kamnueng     | Daw Kaw Ja Liu Hsiu-mei Sarah Ho Jacqueline Leleu Liu Hongjuan Shamsuri Widiya Habibah    |
| Niu Huijun            | Daw Kaw Ja Liu Hsiu-mei Sarah Ho Jacqueline Leleu Liu Hongjuan Shamsuri Widiya Habibah    |
| CONCACAF              |                                                                                           |
| Shane de Silva        | Mayte Chavez Rita Munoz Milena Lopez Cindy Mohammed                                       |
| Dianne Ferreira-James | Mayte Chavez Rita Munoz Milena Lopez Cindy Mohammed                                       |
| Kari Seitz            | Marlene Duffy Veronica Perez                                                              |
| CAF                   |                                                                                           |
| Deidre Mitchell       | Nomvula Masilela Tempa Ndah                                                               |
| CONMEBOL              |                                                                                           |
| Estela Alvarez        | Marlene Leyton Maria Rocco                                                                |
| UEFA                  |                                                                                           |
| Christine Beck        | Inka Müller Maria Luisa Villa Gutierrez                                                   |
| Dagmar Damková        | Helen Caro Cristina Cini Irina Mirt Katarzyna Nadolska Hege Steinlund Karine Vives Solana |
| Jenny Palmqvist       | Helen Caro Cristina Cini Irina Mirt Katarzyna Nadolska Hege Steinlund Karine Vives Solana |
| Nicole Petignat       | Helen Caro Cristina Cini Irina Mirt Katarzyna Nadolska Hege Steinlund Karine Vives Solana |

## Gruppespil
Gruppevinderne og andenpladserne samt de to bedste tredjepladser kvalificerer sig til kvartfinalerne.
Alle tidspunkter er angivet i lokal kinesisk tid (GMT+8).

### Gruppe E
| Hold      | K | V | U | T | Mål   | +/- | P |
| --------- | - | - | - | - | ----- | --- | - |
| Kina      | 3 | 2 | 1 | 0 | 5 – 2 | +3  | 7 |
| Sverige   | 3 | 2 | 0 | 1 | 4 – 3 | +1  | 6 |
| Canada    | 3 | 1 | 1 | 1 | 4 – 4 | 0   | 4 |
| Argentina | 3 | 0 | 0 | 3 | 1 – 5 | -4  | 0 |

| 6. august 2008 17:00 |

| Argentina    | 1 – 2     | Canada                |
| ------------ | --------- | --------------------- |
| Manicler 85' | (Referat) | Chapman 27'Lang 72' · |

| Tianjin Olympic Center Stadium, Tianjin Tilskuere: 23.201 Dommer: Christine Beck (Tyskland) |

| 6. august 2008 19:45 |

| Kina         | 2 – 1     | Sverige       |
| ------------ | --------- | ------------- |
| Xu 6'Han 72' | (Referat) | Schelin 38' · |

| Tianjin Olympic Center Stadium, Tianjin Tilskuere: 37.902 Dommer: Hong Eun-ah (Sydkorea) |

| 9. august 2008 17:00 |

| Sverige     | 1 – 0     | Argentina |
| ----------- | --------- | --------- |
| Fischer 57' | (Referat) |           |

| Tianjin Olympic Center Stadium, Tianjin Tilskuere: 38.293 Dommer: Dianne Ferreira-James (Guyana) |

| 9. august 2008 19:45 |

| Canada       | 1 – 1     | Kina     |
| ------------ | --------- | -------- |
| Sinclair 34' | (Referat) | Xu 36' · |

| Tianjin Olympic Center Stadium, Tianjin Tilskuere: 52.600 Dommer: Damková Dagmar (Tjekkiet) |

| 12. august 2008 19:45 |

| Kina          | 2 – 0     | Argentina |
| ------------- | --------- | --------- |
| Han 53'Gu 89' | (Referat) |           |

| Olympic Sports Centre Stadium, Qinhuangdao Tilskuere: 31.492 Dommer: Nicole Petignat (Schweiz) |

| 12. august 2008 19:45 |

| Sverige          | 2 – 1     | Canada         |
| ---------------- | --------- | -------------- |
| Schelin 20' 51'' | (Referat) | Tancredi 63' · |

| Workers Stadium, Beijing Tilskuere: 51.112 Dommer: Pannipar Kamnueng (Thailand) |

### Gruppe F
| Hold      | K | V | U | T | Mål   | +/- | P |
| --------- | - | - | - | - | ----- | --- | - |
| Brasilien | 3 | 2 | 1 | 0 | 5 – 2 | +3  | 7 |
| Tyskland  | 3 | 2 | 1 | 0 | 5 – 2 | +3  | 7 |
| Nordkorea | 3 | 1 | 0 | 2 | 2 – 3 | -1  | 3 |
| Nigeria   | 3 | 0 | 0 | 3 | 1 – 5 | -4  | 0 |

| 6. august 2008 17:00 |

| Tyskland | 0 – 0     | Brasilien |
| -------- | --------- | --------- |
|          | (Referat) |           |

| Olympic Sports Centre Stadium, Qinhuangdao Tilskuere: 20.703 Dommer: Kari Seitz (USA) |

| 6. august 2008 19:45 |

| Nordkorea     | 1 – 0     | Nigeria |
| ------------- | --------- | ------- |
| Kyong-Hwa 27' | (Referat) |         |

| Olympic Sports Centre Stadium, Qinhuangdao Tilskuere: 24.804 Dommer: Shane de Silva (Trinidad og Tobago) |

| 9. august 2008 17:00 |

| Nigeria | 0 – 1     | Tyskland        |
| ------- | --------- | --------------- |
|         | (Referat) | Stegemann 65' · |

| Olympic Sports Centre Stadium, Qinhuangdao Tilskuere: 19.266 Dommer: Jenny Palmqvist (Sverige) |

| 9. august 2008 19:45 |

| Brasilien            | 2 – 1     | Nordkorea        |
| -------------------- | --------- | ---------------- |
| Daniela 14'Marta 22' | (Referat) | Ri Kum-Suk 90' · |

| Olympic Sports Centre Stadium, Qinhuangdao Tilskuere: 19.616 Dommer: Niu Huijun (Kina) |

| 12. august 2008 17:00 |

| Nordkorea | 0 – 1     | Tyskland     |
| --------- | --------- | ------------ |
|           | (Referat) | Mittag 86' · |

| Shanghai Stadium, Shanghai Tilskuere: 12.387 Dommer: Dianne Ferreira-James (Guyana) |

| 12. august 2008 17:00 |

| Nigeria            | 1 – 3     | Brasilien                 |
| ------------------ | --------- | ------------------------- |
| Nkwocha 18' (str.) | (Referat) | Cristiane 33' 35' 45+3' · |

| Workers Stadium, Beijing Tilskuere: 51.112 Dommer: Hong Eun Ah (Sydkorea) |

### Gruppe G
| Hold        | K | V | U | T | Mål   | +/- | P |
| ----------- | - | - | - | - | ----- | --- | - |
| USA         | 3 | 2 | 0 | 1 | 5 – 2 | +3  | 6 |
| Norge       | 3 | 2 | 0 | 1 | 4 – 5 | -1  | 6 |
| Japan       | 3 | 1 | 1 | 1 | 7 – 4 | +3  | 4 |
| New Zealand | 3 | 0 | 1 | 2 | 2 – 7 | -5  | 1 |

| 6. august 2008 17:00 |

| Japan                     | 2 – 2     | New Zealand                         |
| ------------------------- | --------- | ----------------------------------- |
| Miyama 72' (str.)Sawa 86' | (Referat) | Kirsty Yallop 37'Hearn 56' (str.) · |

| Tianjin Olympic Center Stadium, Tianjin Tilskuere: 10.270 Dommer: Deidre Mitchell (Sydafrika) |

| 6. august 2008 19:45 |

| Norge            | 2 – 0     | USA |
| ---------------- | --------- | --- |
| Kaurin 2'Wiik 4' | (Referat) |     |

| Tianjin Olympic Center Stadium, Tianjin Tilskuere: 17.673 Dommer: Nicole Petignat (Schweiz) |

| 9. august 2008 17:00 |

| USA       | 1 – 0     | Japan |
| --------- | --------- | ----- |
| Lloyd 27' | (Referat) |       |

| Tianjin Olympic Center Stadium, Tianjin Tilskuere: 16.912 Dommer: Pannipar Kamnueng (Thailand) |

| 9. august 2008 19:45 |

| New Zealand | 0 – 1     | Norge     |
| ----------- | --------- | --------- |
|             | (Referat) | Wiik 8' · |

| Tianjin Olympic Center Stadium, Tianjin Tilskuere: 7.285 Dommer: Estela Alvarez (Argentina) |

| 12. august 2008 19:45 |

| Norge       | 1 – 5     | Japan                                                        |
| ----------- | --------- | ------------------------------------------------------------ |
| Knutsen 27' | (Referat) | Kinga 31'Følstad 50' (sm) · Ohno 52' · Sawa 70' · Hara 83' · |

| Olympic Sports Centre Stadium, Qinhuangdao Tilskuere: 16.872 Dommer: Shane de Silva (Trinidad og Tobago) |

| 12. august 2008 19:45 |

| USA                                                 | 4 – 0     | New Zealand |
| --------------------------------------------------- | --------- | ----------- |
| O'Reilly 1'Rodriguez 42' · Tarpley 56' · Hucles 59' | (Referat) |             |

| Workers Stadium, Beijing Tilskuere: 12.453 Dommer: Dagmar Damková (Tjekkiet) |

### Rankering af tredjepladser
| Hold      | K | V | U | T | Mf | Mi | +/- | P |
| --------- | - | - | - | - | -- | -- | --- | - |
| Japan     | 3 | 1 | 1 | 1 | 7  | 4  | +3  | 4 |
| Canada    | 3 | 1 | 1 | 1 | 4  | 4  | 0   | 4 |
| Nordkorea | 3 | 1 | 0 | 2 | 2  | 3  | −1  | 3 |

## Slutspil
|  | Kvartfinaler | Kvartfinaler | Kvartfinaler |     |         | Semifinaler | Semifinaler | Semifinaler |            |            | Finale     | Finale     | Finale |
|  |              |              |              |     |         |             |             |             |            |            |            |            |        |
|  | F1           | Brasilien    | 2            |     |         |             |             |             |            |            |            |            |        |
|  | G2           | Norge        | 1            |     |         |             |             |             |            |            |            |            |        |
|  | G2           | Norge        | 1            |     | F1      | Brasilien   | 4           |             |            |            |            |            |        |
|  |              |              |              |     | F1      | Brasilien   | 4           |             |            |            |            |            |        |
|  |              | F2           | Tyskland     | 1   |         |             |             |             |            |            |            |            |        |
|  | E2           | F2           | Tyskland     | 1   | Sverige | 0           |             |             |            |            |            |            |        |
|  | E2           |              |              |     | Sverige | 0           |             |             |            |            |            |            |        |
|  | F2           | Tyskland     | 2            |     |         |             |             |             |            |            |            |            |        |
|  |              |              |              |     |         |             |             |             |            |            | F1         | Brasilien  | 0      |
|  |              |              | G1           | USA | 1       |             |             |             |            |            |            |            |        |
|  | G1           | USA          | 2            |     |         |             |             |             |            |            |            |            |        |
|  | E3           | Canada       | 1            |     |         |             |             |             |            |            |            |            |        |
|  | E3           | Canada       | 1            |     | G1      | USA         | 4           |             | Bronzekamp | Bronzekamp | Bronzekamp | Bronzekamp |        |
|  |              |              |              |     | G1      | USA         | 4           |             | Bronzekamp | Bronzekamp | Bronzekamp | Bronzekamp |        |
|  |              | G3           | Japan        | 2   |         |             |             |             |            |            |            |            |        |
|  | E1           | G3           | Japan        | 2   | Kina    | 0           |             | F2          | Tyskland   | 2          |            |            |        |
|  | E1           |              |              |     | Kina    | 0           |             | F2          | Tyskland   | 2          |            |            |        |
|  | G3           | Japan        | 2            |     |         |             |             |             |            |            | G3         | Japan      | 0      |

### Kvartfinaler
| 15. august 2008 18:00 |

| USA                | 2 – 1 (e.f.s.) | Canada         |
| ------------------ | -------------- | -------------- |
| Hucles 12'Kai 101' | (Rapport)      | Sinclair 30' · |

| Shanghai Stadium, Shanghai Tilskuere: 26.129 Dommer: Jenny Palmqvist (Sverige) |

| 15. august 2008 18:00 |

| Norge             | 1 – 2     | Brasilien              |
| ----------------- | --------- | ---------------------- |
| Nordby 83' (str.) | (Rapport) | Daniela 43'Marta 57' · |

| Tianjin Olympic Center Stadium, Tianjin Tilskuere: 26.174 Dommer: Kari Seitz (USA) |

| 15. august 2008 21:00 |

| Sverige | 0 – 2 (e.f.s.) | Tyskland                      |
| ------- | -------------- | ----------------------------- |
|         | (Rapport)      | Garefrekes 105'Laudehr 115' · |

| Shenyang Olympic Stadium, Shenyang Tilskuere: 17.209 Dommer: Dagmar Damkova (Tjekkiet) |

| 15. august 2008 21:00 |

| Kina | 0 – 2     | Japan                  |
| ---- | --------- | ---------------------- |
|      | (Rapport) | Sawa 15'Nagasato 79' · |

| Olympic Sports Centre Stadium, Qinhuangdao Tilskuere: 28.459 Dommer: Christine Beck (Tyskland) |

#### Semifinaler
| 18. august 2008 18:00 |

| Brasilien                                | 4 – 1     | Tyskland           |
| ---------------------------------------- | --------- | ------------------ |
| Formiga 43'Cristiane 49' 75' · Marta 53' | (Rapport) | Birgit Prinz 10' · |

| Shanghai Stadium, Shanghai Tilskuere: 26.976 Dommer: Hong Eun-Ah (Sydkorea) |

| 18. august 2008 21:00 |

| USA                                        | 4 – 2     | Japan                 |
| ------------------------------------------ | --------- | --------------------- |
| Hucles 41' 81''Chalupny 44' · O'Reilly 70' | (Rapport) | Ohno 15'Arakawa 93' · |

| Workers Stadium, Beijing Tilskuere: 50.937 Dommer: Nicole Petignat (Schweiz) |

### Bronzekamp
| 21. august 2008 18:00 |

| Tyskland          | 2 – 0     | Japan |
| ----------------- | --------- | ----- |
| Bajmaraj 68' 86'' | (Rapport) |       |

| Workers Stadium, Beijing Tilskuere: 49.285 Dommer: Estella Alvares (Argentina) |

### Finale
| 21. august 2008 21:00 |

| Brasilien | 0 – 1 (e.f.s.) | USA         |
| --------- | -------------- | ----------- |
|           | (Rapport)      | Lloyd 96' · |

| Workers Stadium, Beijing Tilskuere: 51.612 |

## Statistik

### Målscorere
5 mål
- Cristiane

4 mål
- Angela Hucles

3 mål
| - Marta | - Homare Sawa | - Lotta Schelin |

2 mål
| - Daniela - Christine Sinclair - Xu Yuan | - Han Duan - Fatmire Bajramaj - Shinobu Ohno | - Melissa Wiik - Carli Lloyd - Heather O'Reilly |

1 mål
| - Ludmila Manicler - Formiga - Candace Chapman - Kara Lang - Melissa Tancredi - Gu Yasha - Kerstin Garefrekes - Simone Laudehr - Anja Mittag - Birgit Prinz | - Kerstin Stegemann - Eriko Arakawa - Ayumi Hara - Yukari Kinga - Aya Miyama - Yūki Ōgimi - Amber Hearn - Kirsty Yallop - Perpetua Nkwocha - Kim Kyong-Hwa | - Ri Kum-Suk - Leni Larsen Kaurin - Guro Knutsen - Siri Nordby - Nilla Fischer - Lori Chalupny - Natasha Kai - Amy Rodriguez - Lindsay Tarpley |

Selvmål
- Gunhild Følstad (mod Japan)